# Tillandsia krukoffiana
Tillandsia krukoffiana es una especie de planta epífita dentro del género  Tillandsia, perteneciente a la  familia de las bromeliáceas.  Es originaria de Bolivia.

## Taxonomía
Tillandsia krukoffiana fue descrita por Lyman Bradford Smith y publicado en Contributions from the Gray Herbarium of Harvard University 154: 36, t. 3, f. 9–11. 1945.
Etimología
Tillandsia: nombre genérico que fue nombrado por Carlos Linneo en 1738 en honor al médico y botánico finlandés Dr. Elias Tillandz (originalmente Tillander) (1640-1693).
krukoffiana: epíteto otorgado en honor del botánico Boris Alexander Krukoff.
Sinonimia
- Tillandsia krukoffiana var. krukoffiana	[2][3]